# 堀賢一
堀 賢一（ほり けんいち、1963年 - ）は、日本のワイン研究者。北海道古平町出身。北海道小樽潮陵高等学校卒業、青山学院大学大学院国際政治経済学部修士課程修了。
1994年から2018年までの24年間、ワインインスティテュート（本部：サンフランシスコ）のディレクターを務めた。

## 経歴
ロバート・パーカーやジャンシス・ロビンソンとも交友がある。酒類専門誌WANDS（日本）やWINE & SPIRIT INTERNATIONAL（英）にコラムを執筆。著書に『ワインの自由』や『ワインの個性』、『ワインと洋酒を深く識る酒のコトバ１７１ 』（共著）、マンガ（監修）に『ソムリエ』、『新ソムリエ 瞬のワイン』や『ソムリエール』、テレビ番組（監修）に『ワインのばか』、『ワインメール』や『世界遺産』、『ワールド・ワイン・ニュース』、論文に‘Bordeaux Futures:  The Capital Asset Pricing Model and its Risk Hedging’など。著作は英語、フランス語、中国語、韓国語などに翻訳されている。
「日本人の中で最もマスターオブワインに近い」といわれ、実際にマスターオブワイン協会の北米における教育プログラムの首席・奨学生であったが、同試験の採点方法（答案の翻訳）に重大な欠陥があるという指摘を同協会に対して行って以来、受験資格を剥奪されている。